# Paspalum tuberosum
Paspalum tuberosum är en gräsart som beskrevs av Carl Christian Mez. Paspalum tuberosum ingår i släktet tvillinghirser, och familjen gräs. Inga underarter finns listade i Catalogue of Life.